# 餐馆
餐館，又稱餐廳、菜馆、酒家、酒樓、饭馆、飯店、饭庄、食堂、馆子、食肆或食店，是讓顧客購買及享用烹調好的食物及飲料的地方，通常在店內供應和用餐，但有些餐館也提供外賣和送餐服務。
餐館一詞涵蓋了處於不同地點及提供不同烹調風格的飲食場所，其外觀或產品種類的差異性很大，包括各種各樣的美食和服務模式，從廉價的快餐店、自助餐店，到中等價位的家庭餐廳，也有高價位的豪華場所。有時候餐館附屬於另一場所，例如酒店，方便住客用餐，也開放予非住客光顧，讓酒店增加收入來源。

## 歷史

### 古典時期的餐館
公元前 512 年的古埃及的記錄中提到類似於餐廳的公共飲食場所，但這家店供應食物種類非常有限，只有一道菜，一盤麥片、野禽和洋蔥。 
至於現代餐廳的先驅是 thermopolia，是古希臘和古羅馬時期的小型餐館，提供即食食品和飲料，在某種程度上可與現代快餐店相媲美。在地當時，家中缺乏廚房的人會經常光顧此類型餐館；尤其在羅馬帝國版圖的島嶼上，特別受到歡迎。 在龐貝城，全城共有158 個帶有服務櫃檯的 thermopolia，集中在城鎮的主街道和當地人經常前往的公共空間。 
餐廳的另一個早期先驅是客棧。在古典時期，客棧大多設置在道路旁，以迎合城市間旅行人們的需求，提供住宿和食物的服務。餐點通常端至公共餐桌供客人食用，但沒有可供選擇的菜單或餐飲選項。 
印度古籍Arthashastra 曾提到古代出售預製食品的場所，當時規定“做飯、製酒、處理肉的人”必須要住在城南。另一項規定，倉庫管理者會將剩餘的麩皮和麵粉提供給“做飯和製年糕的人”。此外古籍也提到“賣熟肉和米飯的人”。 這些描述都有類似餐館的描述。

### 中世紀的餐館
最早的餐館存在於驛站體系中,在中國宋代 11 和 12 世紀，第一家具有現代意義的餐廳出現在開封、杭州等大城市，這些地方開設提供餐飲的場所以迎合城市間穿梭的商客。首先出現在中國首都開封，餐館可能是從迎合遊客的茶館和小酒館發展而來的，後來逐步發展成為也迎合當地人消費的行業。特別是商旅者不習慣所在地的食物，因此當地設立特定場所以為外地商人提供特別準備的菜餚。這些餐館設置位於主要城市的娛樂休閒區，以提供商務旅客需求；一般情況，餐館旁邊還有旅店、酒吧和妓院。某些大而豪華的餐廳提供類似於現代餐廳文化的用餐體驗。根據 1126 年的一份中國手稿，豪華餐廳的顧客會拿到精緻的菜餚示範，顧客可據以下訂單，然後服務員會在廚房中大聲唱名菜餚，並按照下單順序分製菜餚。  

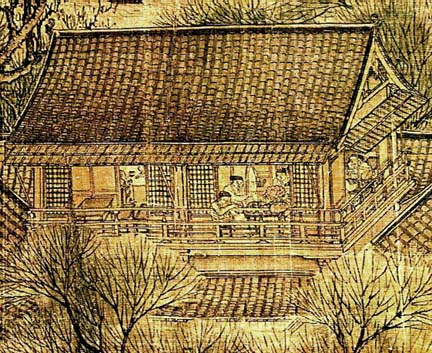
清明上河圖中的宋代餐廳

餐館在13世紀的杭州發展起來,當時的杭州是宋朝的文化經濟中心，人口逾100萬，為旅客而設的茶室及酒館林立，後來更發展出餐館，為旅客及本地人服務。當時各式各樣的餐館，提供不同菜色。宋代商業發達，餐飲業開始為新興的商人中產階級提供服務：戲劇、賭博和色情等業也都依附發展。餐廳為了迎合不同風格的美食需求，在價格範圍和宗教規範上都有多元的考量。即使在單一餐廳內也有不同飲食的多樣性可供選擇，人們從菜單中選擇主菜及配菜。 </ref> 
許多中國北方人在 1120 年代在女真入侵期間，從開封南逃到杭州。南方的餐館也迎合北方口味，提供北方的菜餚。而且如眾所周知，許多經營者都是來自過往在開封經營的餐館。</ref> 
在歐洲，城市中的商旅客棧及小酒館仍是中世紀和文藝復興時期餐飲消費的主要場所，同時也提供一般農民的日常食物。在西班牙，此類場所被稱為酒館 (tapas)，提供一般的小吃。在中世紀英格蘭，餐館通常供應香腸和牧羊人派等食物。
尤其是法國有豐富的餐飲史，發展出各種經營形態的旅館和餐館，最終演變形成現代的餐廳元素。早在 13 世紀，法國旅館就供應麵包、奶酪、培根、烤肉、湯和燉菜—通常都是在公共餐桌上食用。巴黎人也可以從烤肉店和糕餅店購買外賣食物，糕餅店鋪提供肉餡餅和其他精緻的肉類菜餚。當時的市政法規規定：商品的公訂價格必須張貼在入口處。這規定成為歷史上首次有關菜單的記載。

### 近代的餐館
在日本，餐廳文化在 16 世紀從當地的茶館中出現，某茶館老闆創造了懷石料理的多道菜餚傳統，其家族又將這一傳統細緻化拓展，成為強調食物美學的特色餐具和菜餚。 
近代法國的小酒館(tavern)和歌舞表演場(cabaret)提供燒烤的肉類。小酒館只供應食物，但歌舞娛樂表演場則不同，提供食物時，餐桌上會鋪上桌巾，並隨餐點提供飲料，消費計算是依據顧客所選定的菜餚收費，而不是以食用的盆數來計算。歌舞表演場提供比小酒館更好的食物，有些因此聲名大噪，例如 Petit Maure。一些歌舞表演場會附有音樂家或歌唱家駐唱，但直到 19 世紀後期，多數的表演場只是歡樂氣氛的飲食場所。 
在 16 世紀末，廚師餐飲業已經發展成為行會，獲得合法的地位，業者主導精緻的餐飲服務，在富人的住所提供或準備餐飲食物。到了 17 世紀末，餐飲業者開始提供“主人的桌子”（tables d'hôte），人們可支付固定價格與其他客人共同坐在大桌旁，業者不提供食物的選擇，只提供食用固定的餐點。  1672 年，第一家咖啡館於在巴黎的聖日耳曼博覽會上開張；到 1723 年，巴黎有近4百家的咖啡館，但其菜單僅限於簡單的菜餚或糖果，如咖啡、茶、熱巧克力、冰淇淋、糕點和利口酒。
巴黎最早使用 “餐廳”(restaurant) 名稱是供應肉湯的場所，肉湯是用肉類和雞蛋混合製成的湯，據稱可以恢復健康和活力。第一家此類餐廳於 1765 年由 Mathurin Roze de Chantoiseau開設， 主廚被稱為 boulanger。 與早期的飲食場所不同，餐廳的裝飾典雅，除了肉湯外，還提供其他幾種“恢復健康”的菜餚，包括通心粉。雖然該店不是第一個可以訂購食物的餐館，但一般認定這是第一個提供菜單選項的餐館。 

### 現代的餐館
現代餐廳是以公共場所的概念經營，服務員從固定菜單上為顧客提供不同選項的食物。相對於歷史過去的餐館經營，這是一個較新現代餐飲概念，可追溯到 18 世紀後期，起源於1780年代的法國。   1786 年 6 月，巴黎頒布了一項法令，賦予這種新型餐飲機構官方地位，授權餐館老闆接待顧客，並為座上賓提供餐點，餐館的營業時間可以至晚上11點 (冬季)或午夜 (夏季)。在法制定型下，大量過去在貴族家庭服務的廚師們，展開更精緻的餐飲商業服務。
巴黎第一家豪華餐廳 La Grande Taverne des Londres 於 1786 年初由Antoine Beauvilliers 開設，餐館內設有桃花心木桌、亞麻桌布、枝形吊燈等，還有穿戴整齊並訓練有素的服務員；餐館備有一長串酒單，以及精心準備的豐富菜單。 菜單上的菜餚包括白菜鷓鴣、黃油紙烤小牛肉和蘿蔔鴨等高級菜餚，因此被認為是“第一家真正的餐廳。” 根據 18世紀美食家Brillat-Savarin 的說法，這家餐廳是“第一家擁有優雅的房間、聰明的服務員、精選的酒窖和高級的烹飪等四要素的餐飲服務”。
法國大革命後，其國內餐館數量暴增。由於大規模的貴族移民國外，許多失業的貴族家庭廚師開辦新的餐館。 1791 年，奧爾良公爵家的前主廚 Méot 開設了一家餐廳，提供的酒單有 22 種红葡萄酒和 27 種白葡萄酒。到18世紀末，巴黎皇宮大道附近出現一系列豪華餐廳，甚至有些餐廳持續營運至今。 
1802 年，restaurateur一詞被廣泛應用在提供飲食的場所，成為現代化“餐廳”的通用名稱。 之後由於烹飪行會的解散，和工業革命導致的社會極大地變革，加上大批從法國不同省份湧到巴黎的人有膳食需求，於是餐館在巴黎如雨後春筍般開業，漸漸形成了法國人外出用膳的傳統，並使得法國烹飪如此受歡迎和高級化。從法國開始的餐館潮流促成現代餐館在歐洲大規模地流行。 

## 種類
餐館種類繁多，由專為附近上班族提供午餐的廉價餐館，到提供美酒佳餚的正式餐廳，應有盡有。依照餐廳的格調，顧客的衣着亦由輕便服飾到正式服裝各有不同。
一般來說，顧客於餐桌坐下，向侍應點菜，廚師根據要求烹飪菜餚,之後由侍應送與顧客，用膳後付款離開。根據不同習慣，結帳時或需要付小費，通常是帳單的一成至兩成，在香港大多數餐廳都收取「加一」服务费，即以一成作小費。世界各地收取小费的数目不尽相同，在泰国，在餐馆用餐必须附加消费税，在日本的餐馆不收取小费，但用餐超过一定量要附加宴会税，在中国，餐馆没有小费和消费税，但餐饮业税收较重，近年来因为国外游客较多，有许多大餐馆如果客人给小费也接受，但没有主动索取的。

### 快餐
快餐，是一种新型的饮食行业，其特点是在食物烹饪的过程特别快，比正统的餐馆所制作食物的时间要少得多；这一卖点通常被认为比较适合都市人或上班族的选择。
快餐算是最近1950年代新兴起的一种饮食服务行业；原本的餐馆都是很正规独特，但快餐文化就打破了这一传统。原本在19、20世纪，除了正规的餐馆外，还有许多在街道旁、在公园里、或是在商店外的一些小推车，售卖热狗、薯条和饮料等等的零食，相传快餐就是这么来的；这些小型生意逐步便推向大型市场，融入饮食业主流。第一家麦当劳于1940年在美国加州开业；经过超过半个世纪的变迁，现在已成为世界屈指可数的连锁快餐企业；但正因为此种快餐的经营方式，再加上近年来人们对健康的关注、了解和需求增加，快餐食物质量和其营养价值等问题也引起了许多争议，因此有部份快餐行號就致力研究改良菜式、配料和烹調方法，務求使快餐食物和飲料更健康更多樣化。該等經改良的餐點在中國大陸有被稱為「新快餐」，與既有美式傳統洋快餐區分開。

## 中式食肆

### 大牌檔(香港)
是指一种起源自香港、在街边提供饮食的露天熟食档口。

### 茶樓
茶楼出现于唐代，繁荣于宋代。是品茶、歇息与消遣的场所。

### 酒樓
酒楼又称酒家，是一种粤式餐厅，起源于广州。现在在香港十分受欢迎。现今的酒楼主要会售卖点心，午市和晚市亦会提供炒粉面饭、小菜及烧味等中式食品。

### 菜館

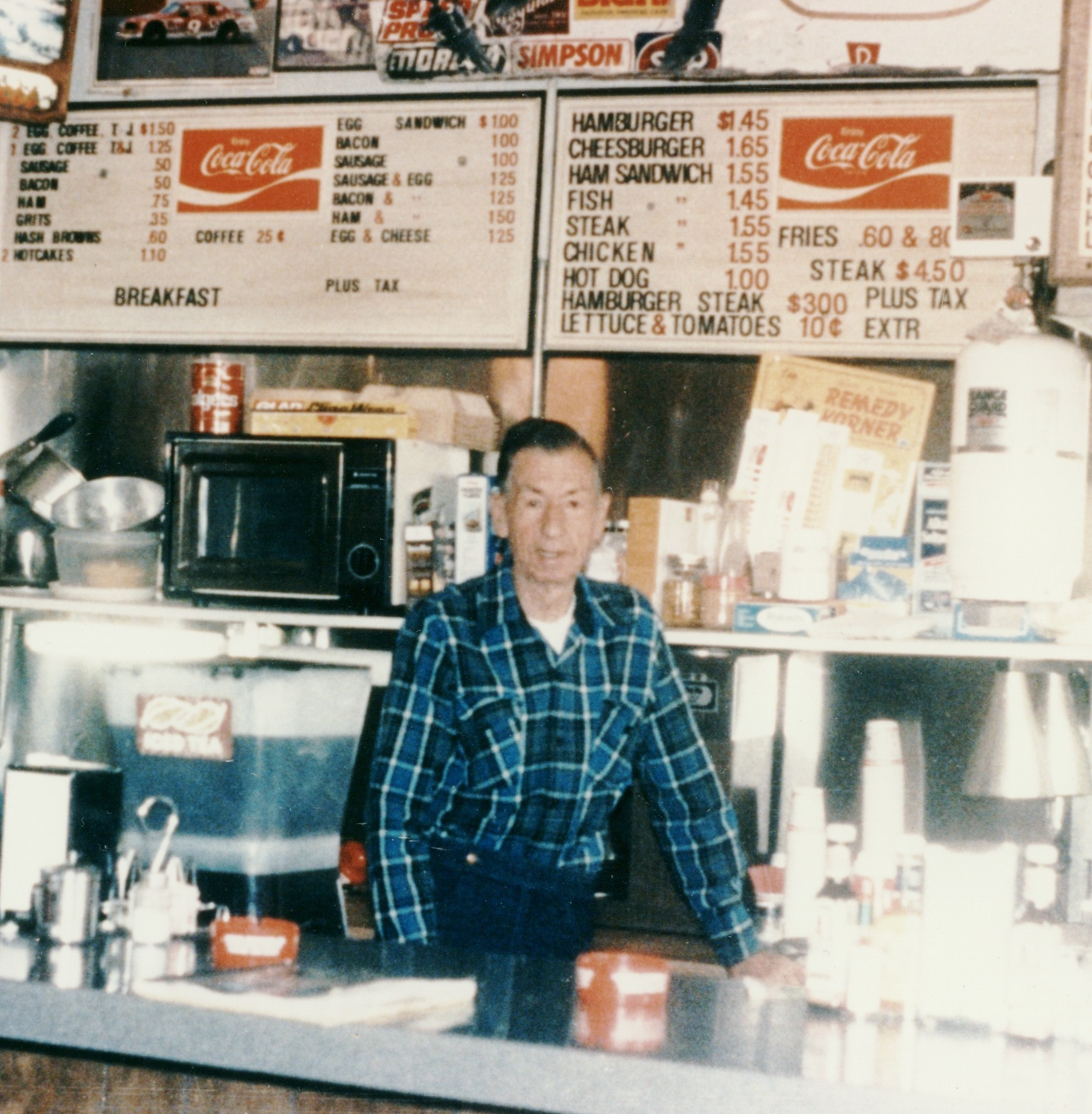
快餐店

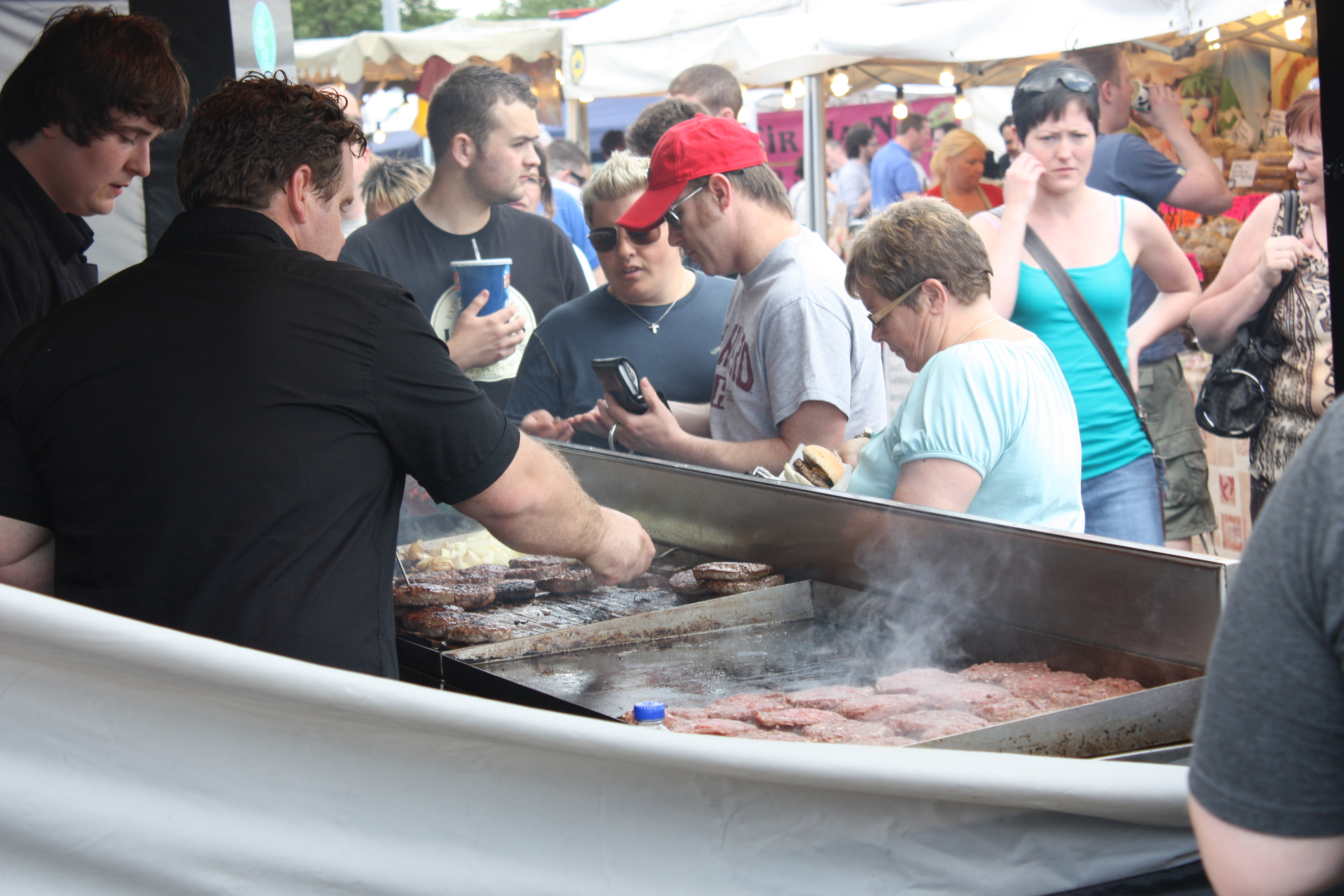
餐車

顾名思义，菜馆是出售饭菜供人食用的场所。

### 齋菜館
与菜馆类似，但齋菜館里禁止出现任何动物性原料或大蒜、坡芹、咸菜等菜食。

## 西式食肆

### 咖啡室
咖啡店是零售咖啡饮品的店铺。通常也会搭配销售蛋糕等甜点，有些咖啡店也开始销售茶饮料。

### 西餐廳
顾名思义，西餐厅是供应西餐为主的餐馆，因为欧洲不同地方的菜系不同，又分为法式、英式、意式、俄式、德式、西班牙式等几种，其中在全球范围以法式最普及，香港也有很多意式（以意粉和比萨饼为号召）的西餐厅。

## 混合式食肆

### 冰室/飲冰室
冰室是出售沙冰、冰糕、冷饮等食物的场所。

### 快餐廳
快餐厅是指在点餐之后食物很快就供应出来，并且服务维持在最低限度的一种餐厅。

### 茶餐廳
茶餐厅是一种起源于香港的食肆，提供港式西餐及部分中式食品，是香港平民化的饮食场所。随着香港人口的迁移带动香港文化的传播，中国大陆、唐人街亦出现过茶餐厅。

### 美食廣場
美食广场，又称为熟食中心，是在一个建筑范围或区域空间内，由多家综合的餐饮、食品业种店所集合构成，提供消费者多元组合性餐饮服务的开放空间，一般附属于购物中心或百货公司。

### 食堂
可以方便吃饭的地方，常见于学校、部队以及政府、企事业单位。

## 日本料理

### 居酒屋
居酒屋，意指小酒馆，是提供酒类和饭菜的料理店。与只提供酒类为中心点的普通酒馆不同，居酒屋提供比较有质量的饭菜，但却不同于小吃店。居酒屋是具有日本特色的饮食店。

## 經濟學
在經濟學上，餐館屬於飲食業供應鏈的最末端。由於開業門檻較低，各大城市的餐館競爭異常激烈，影響盈利。在大部分第一世界國家，餐館受嚴格規管，以確保顧客的安全。
一般餐館東主面對不少問題，如籌措起動資金、聘請合適員工、保持食物質素、維持工作環境安全，也要應付顧客可能投訴食物甚至索償。經濟環境轉變，如油價上升，也會削弱市民出外用膳的意欲，影響餐館生意。
2006年，在美國正式餐館約21.5萬間，營業額2980億美元；快餐店25萬間，營業額2600億美元。

### 餐飲業的成本結構
1. 店面成本（初期：裝潢，營運時：租金或購入時的成本攤提）
2. 人事成本
3. 食材成本
4. 廣告費
5. 其它經常用支出（電、瓦斯、水……等）
6. 稅金支出

- 據估計，一家店要能長久的營運下去，而不致於發生虧損，上述的各成本總合要壓低在商品售價的60%以下，甚至是低到40%。

### 餐飲業的店址選擇
餐飲業店鋪位置受到附近區位影響很大，一般會考慮的重點包含整體人流與零售店鋪活躍程度，再來則是同類型競爭餐廳的零售活躍程度高低。

## 餐廳圖集

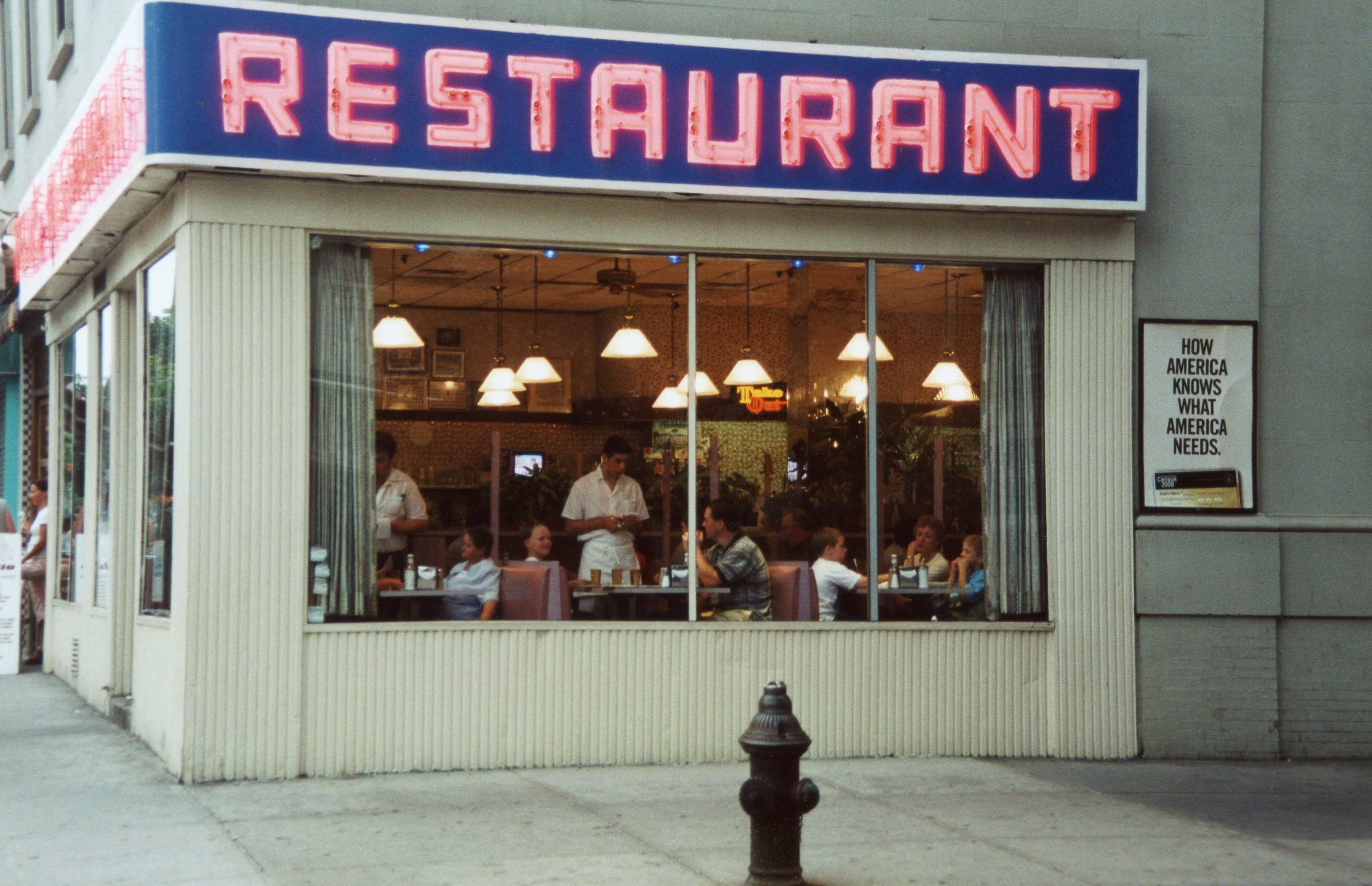
美國餐廳
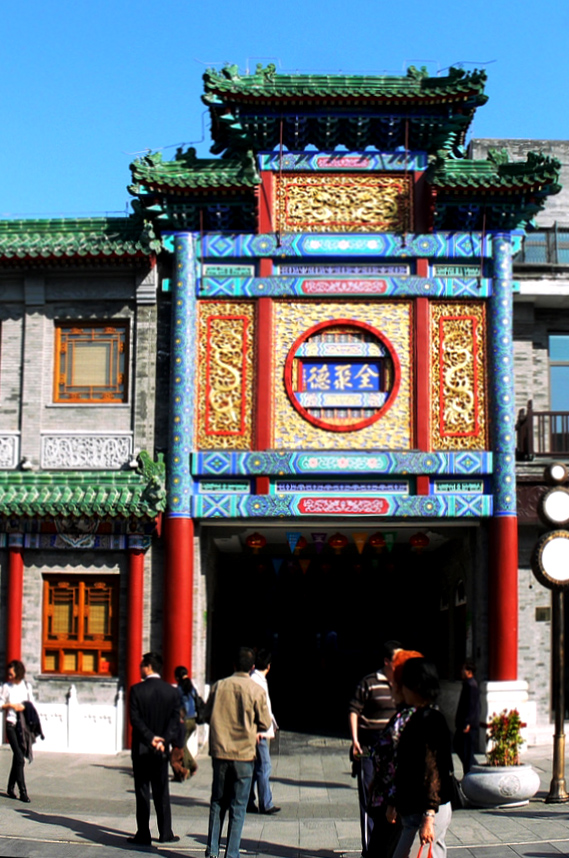
一家著名中國式餐館——全聚德烤鸭店前门店的入口
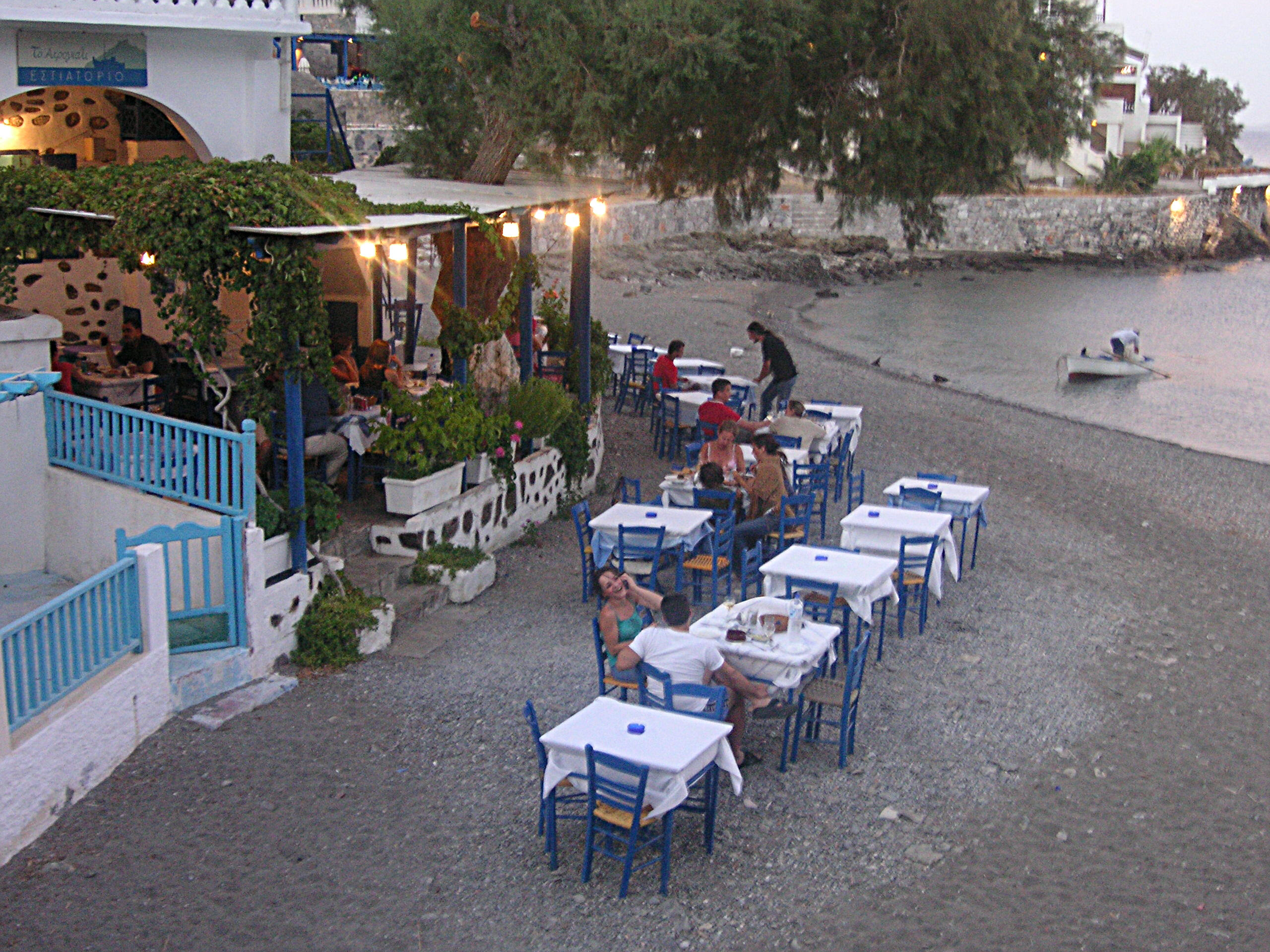
希臘露天餐廳
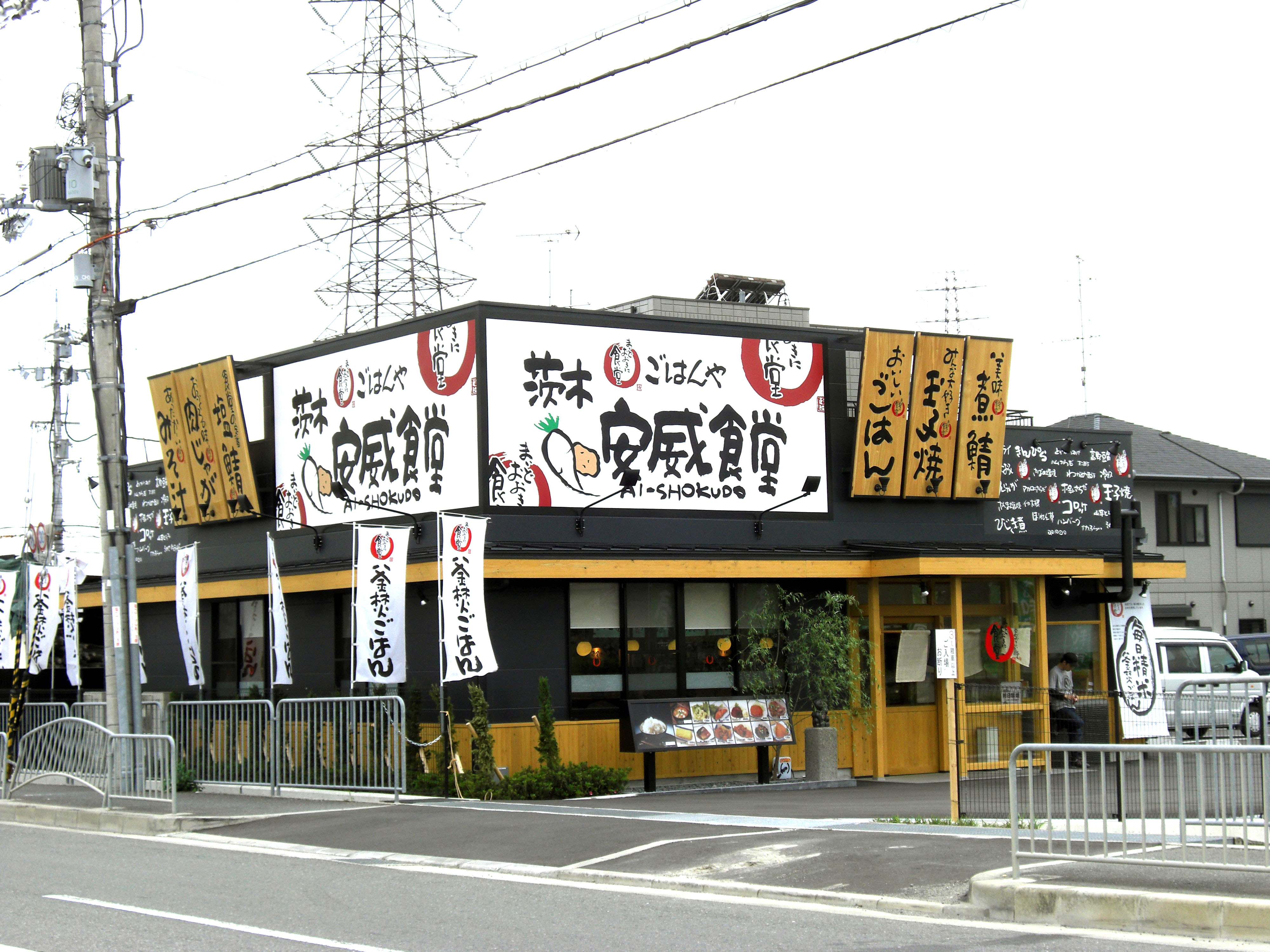
日本餐廳